# جرسی (ویرجینیا)
جرسی (به انگلیسی: Jersey) یک منطقهٔ مسکونی در ایالات متحده آمریکا است که در شهرستان کینگ جورج، ویرجینیا قرار دارد.